# الکساندر گریم
الکساندر گریم (آلمانی: Alexander Grimm؛ زادهٔ ۶ سپتامبر ۱۹۸۶) قایقران کانو اهل آلمان است.